# Existentiële generalisatie
In de predicatenlogica is existentiële generalisatie (EG) een afleidingsregel die uit een specifiek object uit het domein een propositie afleidt voor een object in het domein. De afgeleide propositie maakt gebruikt van de existentiekwantor. Formeel verloopt existentiële generalisatie als volgt:
{\displaystyle {\frac {P(c_{0})}{\exists x\ P(x)}}}
waarbij x niet vrij voorkomt in P en c0 een object in het domein is: als er een object bekend is waarvoor het predicaat P geldt dan is er een x waarvoor P geldt.